# Alister Hardy
Sir Alister Clavering Hardy (10. února 1896, Nottingham – 22. května 1985, Oxford) byl mořský biolog, jeden z nejvýznamnějších specialistů na zooplankton a mořské ekosystémy první poloviny 20. století.

## Život
Zúčastnil se výzkumné cesty RRS Discovery, na níž se zabýval sledováním zooplanktonu a jeho predátorů (obzvláště velryb) v Jižním oceánu. Byl profesor zoologie na Hullu (1928–1942), profesorem historie přírodních věd na Aberdeenu (1942–1946) a nakonec profesor zoologie na Oxfordu (1946–1961).
V roce 1960 zveřejnil tzv. teorii vodní opice (vypracovaná měla být již v roce 1930, ale nechtěl ji publikovat, protože neočekával, že by ji evoluční biologové příznivě přijali), podle které vedl vývoj člověka přes „mořskou fázi“ (čili že v určitém fázi vývoje člověka byli jeho předci vodní živočichové), adaptace na vodní prostředí by pak podle něj vysvětlila některé zvláštní znaky člověka oproti ostatním primátům, jako je ztráta většiny ochlupení, potápěcí reflex a další zvláštnosti. Teorie se nedočkala příznivého přijetí a většina paleoantropologů ji odmítla.
V roce 1969 založil Religious Experience Research Centre pro výzkum náboženských zkušeností. V roce 1985 obdržel Templetonovu cenu.
Jeho výzkum v oblasti náboženských zkušeností shrnuje kniha Something There: The Biology of the Human Spirit, vydaná Davidem Hayem v roce 2006 v Londýně.

## Dílo
- Darwin and the spirit of man. – Londýn: Collins, 1984. – ISBN 0-00-215160-X
- Great waters. – Londýn: Collins, 1967
- The open sea: it's natural history. – Londýn: Collins, 1958
- The spiritual nature of man: a study of contemporary religious experience. – Oxford: Clarendon Pr., 1979